# Charghare
Charghare – gaun wikas samiti w środkowej części Nepalu w strefie Bagmati w dystrykcie Nuwakot. Według nepalskiego spisu powszechnego z 2001 roku liczył on 1021 gospodarstw domowych i 5973 mieszkańców (2971 kobiet i 3002 mężczyzn).